# New Paltz
New Paltz es un pueblo ubicado en el condado de Ulster en el estado estadounidense de Nueva York. En el año 2010 tenía una población de 6,818 habitantes y una densidad poblacional de 3,975.5 personas por mi². Es la sede de la Universidad Estatal de Nueva York New Paltz, fundada en 1828, que constituye la sede más importante del sistema de universidades estatales SUNY (State University of New York). Tiene una dimensión de 104 ha (257 acres) y está dentro de las 25 mejores universidades del norte de los Estados Unidos.

## Geografía
Según la Oficina del Censo, la ciudad tiene un área total de 89 km² (34,4 mi²), de la cual 88 km² (34,0 mi²) es tierra y 1 km² (0,4 mi²) (1.12%) es agua.

## Demografía
Según la Oficina del Censo en 2010 los ingresos medios por hogar en la localidad eran de $39,059. La renta per cápita para la localidad era de $19,083. Alrededor del 40.5% de la población estaban por debajo del umbral de pobreza. La mayoría de la población reside en la Universidad Estatal ya que allí viven aproximadamente 8000 alumnos contra los 6818 habitantes estimados en el año 2010